# Paul Janett
Paul Janett (* 21. November 1810 in Langwies; † 1. Februar 1889 in Chur) war ein Schweizer Jurist, Kameralist und Politiker. 

## Leben
Paul Janett besuchte die Primarschule in Churwalden und Seewis im Prättigau. Anschliessend wechselte er an die Kantonsschule Chur. Zum Studium der Rechtswissenschaften und der Kameralistik ging er an die Universitäten in München und Heidelberg. In Heidelberg schloss er sich 1835 dem Corps Helvetia an.
1836 trat er in den Dienst des Kantons Graubünden und hatte zunächst verschiedene Aufgaben in der Gerichtsverwaltung inne. Am Sonderbundskrieg nahm er als Hauptmann teil. 1848 wurde er zum Major befördert. Von 1848 bis 1866 war er kantonaler Polizeidirektor und von 1867 bis 1872 Präsident des Bezirksgerichts.
Als Politiker gehörte Paul Janett in den siebziger und achtziger Jahren des 19. Jahrhunderts dem Grossen und Kleinen Stadtrat von Chur an. Von 1871 bis 1872 und von 1874 bis 1875 war er Mitglied des Bündner Regierungsrats und von 1876 bis 1881 Präsident des Kantonsgerichts.
Paul Janett galt als liberaler Verwaltungsfachmann, speziell im Polizei- und Militärwesen. Er besass
umfangreiche Güter in Langwies. 